# Cruz Victoria de Nueva Zelanda
La Cruz Victoria de Nueva Zelanda (en inglés: Victoria Cross for New Zealand (VC) es una condecoración militar, otorgada por valor o galantería en presencia del enemigo, a miembros de las Fuerzas Armadas de Nueva Zelanda. Puede ser otorgado a una persona de cualquier rango en cualquier servicio y civiles bajo órdenes militar. Es recibida de manos del propio Gobernador-General de Nueva Zelanda durante la investidura en la Casa de Gobierno en Wellington. Es el premio más alto por galantería en Nueva Zelanda, por encima de todo otro postnominal y de medallas.
La Victoria Cross de Nueva Zelanda fue establecida en 1999 cuando Nueva Zelanda creó un sistema de premio nuevo que reemplazó a varios honores de la Commonwealth por premios de Nueva Zelanda. Ha sido otorgado una vez, el 2 de julio de 2007 a Willie Apiata por sus acciones en 2004.
La original Cruz Victoria fue introducida en 1856 por la Reina Victoria para premiar actos de valor durante la Guerra de Crimea. Aquella medalla había sido otorgada 25 veces a 24 individuos del personal militar de Nueva Zelanda; el Capitán Charles Upham recibió una barra. Solo 14 medallas han sido otorgadas desde el fin de la Segunda Guerra Mundial. La medalla está hecha del latón de una arma presuntamente capturada en el asedio de Sevastopol, aunque varios historiadores han cuestionado desde entonces el origen cierto del material utilizado. Originalmente toda la Commonwealth ha emitido el mismo premio, pero en los últimos 50 años, los países que integran la Commonwealth introdujeron sistemas de premio por separado; tres de estos tiene su propia versión de la " Cruz Victoria" como premio más alto por galantería.

## Origen

### Cruz Victoria
La original Cruz Victoria fue creada por Reina Victoria en 1856 para reconocer incidentes de galantería para aquellos hombres de largo o meritorio servicio. Fue firmado un Real Decreto el 29 de enero de 1856 que oficialmente instituyó la VC. El Decreto era retroactivo a 1854 para reconocer actos de valor durante la Guerra de Crimea.
Las versiones de Australia y de Nueva Zelanda de la Cruz de Victoria están hechas del mismo latón que la original. Originalmente se pretendió que el material con que estaban hechas las medallas de la Cruz Victoria era del bronce de dos cañones que fueron capturado a los rusos en el asedio de Sevastopol. El historiador John Glanfield desde entonces ha mostrado que el metal utilizado para la confección de las medallas es de hecho de un cañón chino y no ruso, y que su origen es un misterio.
Los barriles del cañón en cuestión están guardados fuera de los Reales Cuarteles de Artillería en Woolwich. La porción restante del único cascabel, pesa unos 10 kilogramos (385 oz) y  está almacenada en una bóveda mantenida por el 15º Regimiento del Real Cuerpo de Logística en MoD Donnington. Solo puede ser sacado bajo guardias armados. Está estimado que aproximadamente de 80 a 85 de las medallas de la CV podría venir de esta fuente. Una sola compañía de joyeros, Hancocks de Londres, ha sido responsable para la producción de cada una de las medallas de la CV.

### Premios separados en la Commonwealth
En los últimos 60 años varios países de la Commonwealth introdujeron sus  propios sistemas de honores, separados del Sistema de Honores británico. Australia, Canadá y Nueva Zelanda tienen cada cual sus condecoraciones propias para galantería y bravura, reemplazando decoraciones británicas como la Cruz Militar con sus premios propios. La mayoría de los países integrantes de la Commonwealth, aun así, todavía reconocer alguna forma de la Cruz Victoria cuando esta condecoración es la más alta por valor.
Australia fue la primera nación de la Commonwealth que creó su propia CV, el 15 de enero de 1991. A pesar de que es un premio separado , su aspecto es idéntico a su contraparte británica. Canadá hizo lo propio cuando en 1993 la Reina Isabel II firmó las Patentes de letras para crear la versión canadiense de la CV, la cual es también similar a la versión británica, exceptuado que la leyenda ha sido cambiada de ''PARA VALOUR'' al latín ''PRO VALORE''. Los Premios de Nueva Zelanda y de Australia son todavía hechos por los joyeros Hancocks del latón que se utilizó para los originales. La variante canadiense de la Victoria Cross también incluye metal del mismo cañón, junto con cobre y otros metales de todas las regiones de Canadá.
Nueva Zelanda era el tercer país en crear el VC como parte de su sistema de honores propio. El 21 de septiembre de 1999, el Primer ministro Jenny Shipley anunció que la Reina había aprobado la institución formal de una nueva gama de premios Reales para reconocer actos de galantería y bravura de ciudadanos de Nueva Zelanda. Los premios estuvieron diseñados para ser el elemento importante final en el desarrollo de un distinto sistema de Honores Reales en Nueva Zelanda.
El inicio del proceso vino con las propuestas lanzadas en 1995 por el Comite Asesor de Honores que revisó el sistema de honores. Hasta que en mayo de 1996, Nueva Zelanda hizo recomendaciones para varios premios británicos por actos de galantería durante acciones de guerra y actos de bravura por los civiles que incluyen la Victoria Cross y George Cross. Aun así, la revisión y la simplificación del Gobierno británico de su sistema de premios proporcionó una oportunidad ideal para Nueva Zelanda de también desarrollar un sistema propio, único y simplificado.

## Aspecto
La Victoria Cross de Nueva Zelanda es idéntica al diseño original. La decoración es una cruz patada, de 41 milímetros de alto, 36 milímetros de ancho, que porta en su centro una corona imperial y en su parte superior un león, símbolo del Imperio Británico, y la inscripción PARA VALOUR. que ra originalmente PARA BRAVERY, hasta que fue cambiado por recomendación de la Reina Victoria, quién pensó que algunos podían erróneamente considerar que solo los que recibían la CV eran valientes en la batalla. La decoración, barra de suspensión y el lazo pesan aproximadamente 27 gramos.
La cruz está suspendida por un anillo de un gracia "V" hacia una barra ornamentada con hojas de laurel. El revés de la barra de suspensión esta engarzada con el nombre, rango, número y unidad. El revés de la medalla es un tablero circular en el que consta la fecha del acto por la que fue esta otorgada. La cinta es de color carmesí de 38 milímetros de ancho. A pesar de las órdenes establecen el color rojo, se describe por la mayoría de los comentaristas como ''carmesí'' o "rojo vino".

## Otorgamiento
El poder de otorgar la medalla oficialmente reside en el Rey de Nueva Zelanda. El Real Decreto declara que los "Premios a la Galantería de Nueva Zelanda y una Barra a un Premio, será solo hecha por Nosotros, Nuestros Herederos y Sucesores, sólo en una recomendación por Nuestro Primer ministro de Nueva Zelanda o un Ministro de la Corona que actúa para Nuestro Primer ministro." Al igual que con la Cruz Victoria originales, pasan las recomendaciones a través de la cadena de Mando de la Fuerza de Defensa de Nueva Zelanda comandado para el Ministerio de Defensa.
La original Cruz Victoria ha sido otorgado a 24 neozelandeses. Trece de estos premios eran por sus acciones en la Primera Guerra Mundial. La Victoria Cross de Nueva Zelanda ha sido otorgada una vez. Fue oficialmente anunciado el 2 de julio de 2007 que Willie Apiata del NZ SAS se le fue otorgada la Cruz Victoria de Nueva Zelanda por sus acciones al salvar la vida de un "camarada bajo fuego pesado de fuerzas enemigas" durante el conflicto de Afganistán en 2004. Apiata recibió su medalla del Gobernador-General de Nueva Zelanda, Anand Satyanand en una ceremonia acaecida en la Casa de Gobierno en Wellington el 26 de julio de 2007.

## Lecturas complementarias
- The Register of the Victoria Cross. This England. 1997. ISBN 0-906324-03-3. The Register of the Victoria Cross. This England. 1997. ISBN 0-906324-03-3. The Register of the Victoria Cross. This England. 1997. ISBN 0-906324-03-3.
- Duckers, Peter (2006). British Gallantry Awards, 1855–2000. Shire Publications Ltd. 2006. ISBN 0-7478-0516-4. British Gallantry Awards, 1855–2000. Shire Publications Ltd. 2006. ISBN 0-7478-0516-4.
- Glanfield, John (2005). Bravest of the Brave. Sutton Publishing Ltd. 2005. ISBN 0-7509-3695-9. Bravest of the Brave. Sutton Publishing Ltd. 2005. ISBN 0-7509-3695-9.
- Harvey, David (2000). Monuments to Courage. Naval & Military Press Ltd. 2000. ISBN 1-84342-356-1. Monuments to Courage. Naval & Military Press Ltd. 2000. ISBN 1-84342-356-1.

- Datos: Q3003420